# Internet Inter-ORB Protocol
Le protocole IIOP, pour Internet Inter-ORB Protocol, est le protocole de communication utilisé par CORBA. C'est une implémentation s'appuyant sur un transport TCP/IP du protocole de plus haut-niveau GIOP (General Inter-ORB Protocol).